# بيريودات

بنية أنيون ميتا-بيريودات

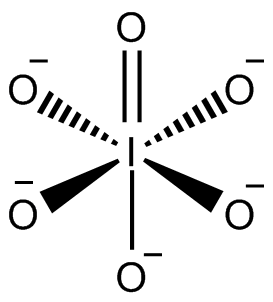
بنية أنيون أورثو-بيريودات

بيريودات هي أنيونات تتكون من عنصري اليود والأكسجين (أنيون أكسجيني) يكون فيها اليود بحالة الأكسدة القصوى +7؛ ويوجد منه شكلان وهما ميتا-بيريودات −IO4 وأورثو-بيريودات 5−IO6؛ وهو بذلك يشبه أيون التيلورات.
يمكن لأنيون البيريودات أن يقابله كاتيونات متعددة، وبذلك يمكن أن تتشكل أملاح حمض البيريوديك؛ ومن أمثلة تلك المركبات: بيريودات البوتاسيوم.
كان غوستاف ماغنوس أول من اكتشف مركبات البيريودات سنة 1833.